# CAF Champions League
CAF Champions League là giải đấu cấp câu lạc bộ hàng năm do Liên đoàn bóng đá châu Phi tổ chức. Các câu lạc bộ vô địch các giải trong nước thuộc châu Phi sẽ được quyền tham dự giải đấu này. Nhà tài trợ chính của giải đấu này là 1 hãng viễn thông lớn ở châu Phi - MTN.

## Các trận chung kết

### Cúp vô địch các câu lạc bộ châu Phi 1964-1997
| Năm                                                                   | Đội chủ nhà                                                                   | Tỉ số                  | Đội khách                                    | Địa điểm                                     | Tham dự |
| --------------------------------------------------------------------- | ----------------------------------------------------------------------------- | ---------------------- | -------------------------------------------- | -------------------------------------------- | ------- |
| 1964 Chi tiết                                                         | Oryx Douala                                                                   | 2 – 1                  | Stade Malien                                 | Sân vận động Accra, Accra                    | 30,000  |
| 1966 Chi tiết                                                         | AS Real Bamako                                                                | 3 – 1                  | Stade Abidjan                                | Sân vận động thành phố, Bamako               |         |
| 1966 Chi tiết                                                         | Stade Abidjan                                                                 | 4 – 1                  | AS Real Bamako                               | Sân vận động Félix Houphouët-Boigny, Abidjan |         |
| 1966 Chi tiết                                                         | Stade Abidjan thắng chung cuộc 5 – 4                                          |                        |                                              |                                              |         |
| 1967 Chi tiết                                                         | Asante Kotoko SC                                                              | 1 – 1                  | TP Engelbert                                 | Sân vận động Kumasi Sports, Kumasi           |         |
| 1967 Chi tiết                                                         | TP Engelbert                                                                  | 2 – 2                  | Asante Kotoko SC                             | Sân vận động 20 tháng 5, Kinshasa            |         |
| 1967 Chi tiết                                                         | TP Engelbert                                                                  | w/o                    | Asante Kotoko SC                             | Sân vận động Omnisports de Yaoundé, Yaoundé  |         |
| 1967 Chi tiết                                                         | TP Engelbert thắng sau sự rút lui của Asante Kotoko trong trận đấu thứ 3      |                        |                                              |                                              |         |
| 1968 Chi tiết                                                         | TP Engelbert                                                                  | 5 – 0                  | Étoile Filante                               | Sân vận động 20 tháng 5, Kinshasa            |         |
| 1968 Chi tiết                                                         | Étoile Filante                                                                | 4 – 1                  | TP Engelbert                                 | Sân vận động Général Eyadema, Lomé           |         |
| 1968 Chi tiết                                                         | TP Engelbert thắng chung cuộc 6 – 4                                           |                        |                                              |                                              |         |
| 1969 Chi tiết                                                         | TP Engelbert                                                                  | 2 – 2                  | Ismaily SC                                   | Sân vận động 20 tháng 5, Kinshasa            |         |
| 1969 Chi tiết                                                         | Ismaily SC                                                                    | 3 – 1                  | TP Engelbert                                 | Sân vận động Quốc tế Cairo, Cairo            | 130,000 |
| 1969 Chi tiết                                                         | Ismaily SC thắng chung cuộc 5 – 3                                             |                        |                                              |                                              |         |
| 1970 Chi tiết                                                         | Asante Kotoko SC                                                              | 1 – 1                  | TP Engelbert                                 | Sân vận động thể thao Kumasi, Kumasi         |         |
| 1970 Chi tiết                                                         | TP Engelbert                                                                  | 1 – 2                  | Asante Kotoko SC                             | Sân vận động 20 tháng 5, Kinshasa            |         |
| 1970 Chi tiết                                                         | Asante Kotoko SC thắng chung cuộc 3 – 2                                       |                        |                                              |                                              |         |
| 1971 Chi tiết                                                         | Asante Kotoko SC                                                              | 2 – 0                  | Canon Yaoundé                                | Sân vận động Kumasi Sports, Kumasi           |         |
| 1971 Chi tiết                                                         | Canon Yaoundé                                                                 | 2 – 0                  | Asante Kotoko SC                             | Sân vận động Militaire Garoua, Yaoundé       |         |
| 1971 Chi tiết                                                         | Canon Yaoundé                                                                 | 1 – 0                  | Asante Kotoko SC                             | Sân vận động Garoua, Yaoundé                 |         |
| 1971 Chi tiết                                                         | Canon Yaoundé thắng chung cuộc 1 – 0 sau 3 lượt trận                          |                        |                                              |                                              |         |
| 1972 Chi tiết                                                         | Hafia FC                                                                      | 4 – 2                  | Simba FC                                     | Sân vận động 28 tháng 9, Conakry             |         |
| 1972 Chi tiết                                                         | Simba FC                                                                      | 2 – 3                  | Hafia FC                                     | Sân vận động Nakivubo, Kampala               |         |
| 1972 Chi tiết                                                         | Hafia FC thắng chung cuộc 7 – 4                                               |                        |                                              |                                              |         |
| 1973 Chi tiết                                                         | Asante Kotoko SC                                                              | 4 – 2                  | AS Vita Club                                 | Sân vận động Kumasi Sports, Kumasi           |         |
| 1973 Chi tiết                                                         | AS Vita Club                                                                  | 3 – 0                  | Asante Kotoko SC                             | Sân vận động 20 tháng 5, Kinshasa            |         |
| 1973 Chi tiết                                                         | AS Vita Club thắng chung cuộc 5 – 4                                           |                        |                                              |                                              |         |
| 1974 Chi tiết                                                         | CARA Brazzaville                                                              | 4 – 2                  | Ghazl Al-Mehalla                             | Sân vận động Cách mạng, Brazzaville          |         |
| 1974 Chi tiết                                                         | Ghazl Al-Mehalla                                                              | 1 – 2                  | CARA Brazzaville                             | El-Mahalla, El-Mahalla El-Kubra              |         |
| 1974 Chi tiết                                                         | CARA Brazzaville thắng chung cuộc 6 – 3                                       |                        |                                              |                                              |         |
| 1975 Chi tiết                                                         | Hafia FC                                                                      | 1 – 0                  | Enugu Rangers                                | Sân vận động 28 tháng 9, Conakry             |         |
| 1975 Chi tiết                                                         | Enugu Rangers                                                                 | 1 – 2                  | Hafia FC                                     | Sân vận động Surulere, Lagos                 |         |
| 1975 Chi tiết                                                         | Hafia FC thắng chung cuộc 3 – 1                                               |                        |                                              |                                              |         |
| 1976 Chi tiết                                                         | Hafia FC                                                                      | 3 – 0                  | MC Alger                                     | Sân vận động 28 tháng 9, Conakry             | 30,000  |
| 1976 Chi tiết                                                         | MC Alger                                                                      | 3 – 0 (4 - 1 Pen)      | Hafia FC                                     | Sân vận động 5 tháng 7 năm 1962, Algiers     | 80,000  |
| 1976 Chi tiết                                                         | MC Alger thắng chung cuộc 4 – 1 sau loạt đá penalty (3 – 3 sau hai lượt trận) |                        |                                              |                                              |         |
| 1977 Chi tiết                                                         |                                                                               |                        |                                              |                                              |         |
| Accra Hearts of Oak SC                                                | 0 – 1                                                                         | Hafia FC               | Sân vận động thể thao Accra, Accra           |                                              |         |
| Hafia FC                                                              | 3 – 2                                                                         | Accra Hearts of Oak SC | Sân vận động 28 tháng 9, Conakry             |                                              |         |
| Hafia FC thắng chung cuộc 4 – 2                                       |                                                                               |                        |                                              |                                              |         |
| 1978 Chi tiết                                                         | Hafia FC                                                                      | 0 – 0                  | Canon Yaoundé                                | Sân vận động 28 tháng 9, Conakry             |         |
| 1978 Chi tiết                                                         | Canon Yaoundé                                                                 | 2 – 0                  | Hafia FC                                     | Sân vận động Omnisport, Yaoundé              |         |
| 1978 Chi tiết                                                         | Canon Yaoundé thắng chung cuộc 2 – 0                                          |                        |                                              |                                              |         |
| 1979 Chi tiết                                                         |                                                                               |                        |                                              |                                              |         |
| Accra Hearts of Oak SC                                                | 1 – 0                                                                         | US Douala              | Sân vận động Ohene Djan, Accra               |                                              |         |
| US Douala                                                             | 1 – 0 (5 - 3 sau loạt sút penalty)                                            | Accra Hearts of Oak SC | Sân vận động Omnisport, Yaoundé              |                                              |         |
| US Douala thắng 5 – 3 sau loạt đá penalty (1 – 1 sau hai lượt trận)   |                                                                               |                        |                                              |                                              |         |
| 1980 Chi tiết                                                         | Canon Yaoundé                                                                 | 2 – 2                  | AS Bilima                                    | Sân vận động Militaire Garoua, Yaoundé       |         |
| 1980 Chi tiết                                                         | AS Bilima                                                                     | 0 – 3                  | Canon Yaoundé                                | Sân vận động 20 tháng 5, Kinshasa            |         |
| 1980 Chi tiết                                                         | Canon Yaoundé thắng chung cuộc 5 – 2                                          |                        |                                              |                                              |         |
| 1981 Chi tiết                                                         |                                                                               |                        |                                              |                                              |         |
| JE Tizi-Ouzou                                                         | 4 – 0                                                                         | AS Vita Club           | Sân vận động 1 tháng 11, Tizi-Ouzou          | 20,000                                       |         |
| AS Vita Club                                                          | 0 – 1                                                                         | JE Tizi-Ouzou          | Sân vận động Accra Sports, Accra             | 30,000                                       |         |
| JE Tizi-Ouzou thắng chung cuộc 5 – 0                                  |                                                                               |                        |                                              |                                              |         |
| 1982 Chi tiết                                                         | Al-Ahly                                                                       | 3 – 0                  | Asante Kotoko SC                             | Sân vận động Quốc tế Cairo, Cairo            | 60,000  |
| 1982 Chi tiết                                                         | Asante Kotoko SC                                                              | 1 – 1                  | Al-Ahly                                      | Sân vận động Kumasi Sports, Kumasi           | 50,000  |
| 1982 Chi tiết                                                         | Al-Ahly thắng chung cuộc 4 – 1                                                |                        |                                              |                                              |         |
| 1983 Chi tiết                                                         |                                                                               |                        |                                              |                                              |         |
| Al-Ahly                                                               | 0 – 0                                                                         | Asante Kotoko SC       | Sân vận động Quốc tế Cairo, Cairo            | 90,000                                       |         |
| Asante Kotoko SC                                                      | 1 – 0                                                                         | Al-Ahly                | Sân vận động Kumasi Sports, Kumasi           | 50,000                                       |         |
| Asante Kotoko SC thắng chung cuộc 1 – 0                               |                                                                               |                        |                                              |                                              |         |
| 1984 Chi tiết                                                         | Zamalek SC                                                                    | 2 – 0                  | Shooting Stars FC                            | Sân vận động Quốc tế Cairo, Cairo            |         |
| 1984 Chi tiết                                                         | Shooting Stars FC                                                             | 0 – 1                  | Zamalek SC                                   | Sân vận động Surulere, Lagos                 |         |
| 1984 Chi tiết                                                         | Zamalek SC thắng chung cuộc 3 – 0                                             |                        |                                              |                                              |         |
| 1985 Chi tiết                                                         |                                                                               |                        |                                              |                                              |         |
| FAR Rabat                                                             | 5 – 2                                                                         | AS Bilima              | Sân vận động Moulay Abdellah, Rabat          |                                              |         |
| AS Bilima                                                             | 1 – 1                                                                         | FAR Rabat              | Sân vận động Mobutu, Lubumbashi              |                                              |         |
| FAR Rabat thắng chung cuộc 6 – 3                                      |                                                                               |                        |                                              |                                              |         |
| 1986 Chi tiết                                                         | Zamalek SC                                                                    | 2 – 0                  | Africa Sports                                | Sân vận động Quốc tế Cairo, Cairo            |         |
| 1986 Chi tiết                                                         | Africa Sports                                                                 | 2 – 0 (2 - 4 Pen)      | Zamalek SC                                   | Sân vận động Félix Houphouët-Boigny, Abidjan |         |
| 1986 Chi tiết                                                         | Zamalek SC thắng 4 – 2 trong loạt luân lưu (chung cuộc hòa 2 – 2)             |                        |                                              |                                              |         |
| 1987 Chi tiết                                                         |                                                                               |                        |                                              |                                              |         |
| Al-Hilal Club                                                         | 0 – 0                                                                         | Al-Ahly                | Sân vận động Al-Hilal, Omdurman              |                                              |         |
| Al-Ahly                                                               | 2 – 0                                                                         | Al-Hilal Club          | Sân vận động Quốc tế Cairo, Cairo            | 70,000                                       |         |
| Al-Ahly thắng chung cuộc 2 – 0                                        |                                                                               |                        |                                              |                                              |         |
| 1988 Chi tiết                                                         | Iwuanyanwu Nationale FC                                                       | 1 – 0                  | EP Sétif                                     | Sân vận động Liberty, Ibadan                 |         |
| 1988 Chi tiết                                                         | ES Sétif                                                                      | 4 – 0                  | Iwuanyanwu Nationale FC                      | Sân vận động Mohamed Hamlaoui, Constantine   | 45.000  |
| 1988 Chi tiết                                                         | ES Sétif thắng chung cuộc 4 – 1                                               |                        |                                              |                                              |         |
| 1989 Chi tiết                                                         |                                                                               |                        |                                              |                                              |         |
| Raja CA Casablanca                                                    | 1 – 0                                                                         | MC Oran                | Sân vận động Mohamed V, Casablanca           | 50.000                                       |         |
| MC Oran                                                               | 1 – 0 (2 - 4 Pen)                                                             | Raja CA Casablanca     | Sân vận động 19 tháng 6 năm 1965, Oran       | 40.000                                       |         |
| Raja CA Casablanca thắng 4 – 2 trong loạt luân lưu (chung cuộc 1 – 1) |                                                                               |                        |                                              |                                              |         |
| 1990 Chi tiết                                                         | JS Kabylie                                                                    | 1 – 0                  | Nkana Red Devils                             | Sân vận động 5 tháng 7 năm 1962, Algiers     | 70,000  |
| 1990 Chi tiết                                                         | Nkana Red Devils                                                              | 1 – 0 (2 - 4 Pen)      | JS Kabylie                                   | Sân vận động Independence, Lusaka            | 35.000  |
| 1990 Chi tiết                                                         | JS Kabylie thắng 5 – 3 trong loạt luân lưu (chung cuộc 1 – 1)                 |                        |                                              |                                              |         |
| 1991 Chi tiết                                                         |                                                                               |                        |                                              |                                              |         |
| Club Africain                                                         | 6 – 2                                                                         | Villa SC               | Sân vận động El Menzah, Tunis                | 40.000                                       |         |
| Villa SC                                                              | 1 – 1                                                                         | Club Africain          | Sân vận động Nakivubo, Kampala               | 25.000                                       |         |
| Club Africain thắng chung cuộc 7 – 3                                  |                                                                               |                        |                                              |                                              |         |
| 1992 Chi tiết                                                         | Wydad Casablanca                                                              | 2 – 0                  | Al-Hilal Club                                | Sân vận động Mohamed V, Casablanca           |         |
| 1992 Chi tiết                                                         | Al-Hilal Club                                                                 | 0 – 0                  | Wydad Casablanca                             | Sân vận động Al-Hilal, Omdurman              |         |
| 1992 Chi tiết                                                         | Wydad Casablanca thắng chung cuộc 2 – 0                                       |                        |                                              |                                              |         |
| 1993 Chi tiết                                                         |                                                                               |                        |                                              |                                              |         |
| Asante Kotoko SC                                                      | 0 – 0                                                                         | Zamalek SC             | Sân vận động Kumasi Sports, Kumasi           |                                              |         |
| Zamalek SC                                                            | 0 – 0 (7 - 6 Pen)                                                             | Asante Kotoko SC       | Sân vận động Quốc tế Cairo, Cairo            |                                              |         |
| Zamalek SC thắng 7 – 6 trong loạt luân lưu (chung cuộc 0 – 0)         |                                                                               |                        |                                              |                                              |         |
| 1994 Chi tiết                                                         | Zamalek SC                                                                    | 0 – 0                  | ES Tunis                                     | Sân vận động Quốc tế Cairo, Cairo            | 90 000  |
| 1994 Chi tiết                                                         | ES Tunis                                                                      | 3 – 1                  | Zamalek SC                                   | Sân vận động El Menzah, Tunis                | 50 000  |
| 1994 Chi tiết                                                         | ES Tunis thắng chung cuộc 3 – 1                                               |                        |                                              |                                              |         |
| 1995 Chi tiết                                                         |                                                                               |                        |                                              |                                              |         |
| Orlando Pirates FC                                                    | 2 – 2                                                                         | ASEC Mimosas           | Sân vận động FNB, Johannesburg               |                                              |         |
| ASEC Mimosas                                                          | 0 – 1                                                                         | Orlando Pirates FC     | Sân vận động Félix Houphouët-Boigny, Abidjan |                                              |         |
| Orlando Pirates FC thắng chung cuộc 3 – 2                             |                                                                               |                        |                                              |                                              |         |
| 1996 Chi tiết                                                         | Shooting Stars FC                                                             | 2 – 1                  | Zamalek SC                                   | Sân vận động Lekan Salami, Ibadan            | 30.000  |
| 1996 Chi tiết                                                         | Zamalek SC                                                                    | 2 – 1 (5 - 4 Pen)      | Shooting Stars FC                            | Sân vận động Quốc tế Cairo, Cairo            | 75.000  |
| 1996 Chi tiết                                                         | Zamalek SC thắng 5 – 4 trong loạt luân lưu (chung cuộc 3 – 3)                 |                        |                                              |                                              |         |

### CAF Champions League từ năm 1997 tới nay
| Năm           | Đội chủ nhà                                                                 | Tỉ số             | Đội khách                | Địa điểm                                         | Tham dự |
| ------------- | --------------------------------------------------------------------------- | ----------------- | ------------------------ | ------------------------------------------------ | ------- |
| 1997 Chi tiết | Obuasi Goldfields                                                           | 1 – 0             | Raja CA Casablanca       | Sân vận động Len Clay, Obuasi                    | 20.000  |
| 1997 Chi tiết | Raja CA Casablanca                                                          | 1 – 0 (5 - 4 Pen) | Obuasi Goldfields        | Sân vận động Mohamed V, Casablanca               | 85.000  |
| 1997 Chi tiết | Raja CA Casablanca thắng 5 – 4 trong loạt luân lưu (chung cuộc 1 – 1)       |                   |                          |                                                  |         |
| 1998 Chi tiết | Dynamos FC                                                                  | 0 – 0             | ASEC Mimosas             | Sân vận động quốc gia, Harare                    | 45.000  |
| 1998 Chi tiết | ASEC Mimosas                                                                | 4 – 2             | Dynamos FC               | Sân vận động Félix Houphouët-Boigny, Abidjan     | 50.000  |
| 1998 Chi tiết | ASEC Mimosas thắng chung cuộc 4 – 2                                         |                   |                          |                                                  |         |
| 1999 Chi tiết | Raja CA Casablanca                                                          | 0 – 0             | ES Tunis                 | Sân vận động Père-Jégo, Casablanca               |         |
| 1999 Chi tiết | ES Tunis                                                                    | 0 – 0 (3 - 4 Pen) | Raja CA Casablanca       | Sân vận động El Menzah, Tunis                    | 50.000  |
| 1999 Chi tiết | Raja CA Casablanca thắng 4 – 3 trong loạt luân lưu (chung cuộc 0 – 0)       |                   |                          |                                                  |         |
| 2000 Chi tiết | ES Tunis                                                                    | 1 – 2             | Accra Hearts of Oak SC   | Sân vận động El Menzah, Tunis                    | 30,000  |
| 2000 Chi tiết | Accra Hearts of Oak SC                                                      | 3 – 1             | ES Tunis                 | Sân vận động Accra Sports, Accra                 | 45.000  |
| 2000 Chi tiết | Accra Hearts of Oak SC thắng chung cuộc 5 – 2                               |                   |                          |                                                  |         |
| 2001 Chi tiết | Mamelodi Sundowns FC                                                        | 1 – 1             | Al Ahly                  | Sân vận động Loftus Versfeld, Pretoria           | 5.000   |
| 2001 Chi tiết | Al Ahly                                                                     | 3 – 0             | Mamelodi Sundowns FC     | Sân vận động Quốc tế Cairo, Cairo                | 80.000  |
| 2001 Chi tiết | Al Ahly thắng chung cuộc 4 – 1                                              |                   |                          |                                                  |         |
| 2002 Chi tiết | Raja CA Casablanca                                                          | 0 – 0             | Zamalek SC               | Sân vận động Mohamed V, Casablanca               | 60,000  |
| 2002 Chi tiết | Zamalek SC                                                                  | 1 – 0             | Raja CA Casablanca       | Sân vận động Quốc tế Cairo, Cairo                | 67,310  |
| 2002 Chi tiết | Zamalek SC thắng chung cuộc 1 – 0                                           |                   |                          |                                                  |         |
| 2003 Chi tiết | Enyimba International FC                                                    | 2 – 0             | Ismaily SC               | Sân vận động Enyimba International, Aba          |         |
| 2003 Chi tiết | Ismaily SC                                                                  | 1 – 0             | Enyimba International FC | Sân vận động Ismailia, Ismaïlia                  | 20,000  |
| 2003 Chi tiết | Enyimba International FC thắng chung cuộc 2 – 1                             |                   |                          |                                                  |         |
| 2004 Chi tiết | ÉS Sahel                                                                    | 2 – 1             | Enyimba International FC | Sân vận động Olympique de Sousse, Sousse         | 28,000  |
| 2004 Chi tiết | Enyimba International FC                                                    | 2 – 1 (5 - 3 Pen) | ÉS Sahel                 | Sân vận động Enyimba International, Aba          | 60,000  |
| 2004 Chi tiết | Enyimba International FC thắng 5 – 3 trong loạt luân lưu (chung cuộc 3 – 3) |                   |                          |                                                  |         |
| 2005 Chi tiết | ÉS Sahel                                                                    | 0 – 0             | Al Ahly                  | Sân vận động Olympique de Sousse, Sousse         | 20.000  |
| 2005 Chi tiết | Al Ahly                                                                     | 3 – 0             | ÉS Sahel                 | Sân vận động Học viện Quân sự, Cairo             | 35.000  |
| 2005 Chi tiết | Al Ahly thắng chung cuộc 3 – 0                                              |                   |                          |                                                  |         |
| 2006 Chi tiết | Al Ahly                                                                     | 1 – 1             | CS Sfaxien               | Sân vận động Quốc tế Cairo, Cairo                | 74,000  |
| 2006 Chi tiết | CS Sfaxien                                                                  | 0 – 1             | Al Ahly                  | Sân vận động 14 tháng 1, Radès                   | 65.000  |
| 2006 Chi tiết | Al Ahly thắng chung cuộc 2 – 1                                              |                   |                          |                                                  |         |
| 2007 Chi tiết | ÉS Sahel                                                                    | 0 – 0             | Al Ahly                  | Sân vận động Olympique de Sousse, Sousse         | 25,000  |
| 2007 Chi tiết | Al Ahly                                                                     | 1 – 3             | ÉS Sahel                 | Sân vận động Quốc tế Cairo, Cairo                | 74,000  |
| 2007 Chi tiết | ÉS Sahel thắng chung cuộc 3 – 1                                             |                   |                          |                                                  |         |
| 2008 Chi tiết | Al Ahly                                                                     | 2 – 0             | Coton Sport FC           | Sân vận động Quốc tế Cairo, Cairo                |         |
| 2008 Chi tiết | Coton Sport FC                                                              | 2 – 2             | Al Ahly                  | Sân vận động Roumdé Adjia, Garoua                |         |
| 2008 Chi tiết | Al Ahly thắng chung cuộc 4 – 2                                              |                   |                          |                                                  |         |
| 2009 Chi tiết | Heartland FC                                                                | 2 – 1             | TP Mazembe               | Sân vận động Dan Anyiam, Owerri                  | 10,000  |
| 2009 Chi tiết | TP Mazembe                                                                  | 1 – 0             | Heartland FC             | Sân vận động Frederic Kibassa Maliba, Lubumbashi | 35,000  |
| 2009 Chi tiết | TP Mazembe chung cuộc 2 – 2 nhưng thắng vì ghi được bàn thắng sân khách     |                   |                          |                                                  |         |
| 2010 Chi tiết | TP Mazembe                                                                  | 5 – 0             | ES Tunis                 | Sân vận động Frederic Kibassa Maliba, Lubumbashi | 50.000  |
| 2010 Chi tiết | ES Tunis                                                                    | 1 – 1             | TP Mazembe               | Sân vận động 14 tháng 1, Radès                   | 65.000  |
| 2010 Chi tiết | TP Mazembe thắng chung cuộc 6 – 1                                           |                   |                          |                                                  |         |
| 2011 Chi tiết | Wydad Casablanca                                                            | 0 – 0             | ES Tunis                 | Sân vận động Mohamed V, Casablanca               | 70.000  |
| 2011 Chi tiết | ES Tunis                                                                    | 1 – 0             | Wydad Casablanca         | Sân vận động 14 tháng 1, Radès                   | 65.000  |
| 2011 Chi tiết | ES Tunis thắng chung cuộc 1 – 0                                             |                   |                          |                                                  |         |
| 2012 Chi tiết | Al Ahly                                                                     | 1 – 1             | ES Tunis                 | Sân vận động Borg El Arab, Alexandria            | 25.000  |
| 2012 Chi tiết | ES Tunis                                                                    | 1 – 2             | Al Ahly                  | Sân vận động Olympique de Radès, Radès           | 31.000  |
| 2012 Chi tiết | Al Ahly thắng chung cuộc 3 – 2                                              |                   |                          |                                                  |         |
| 2013 Chi tiết | Orlando Pirates FC                                                          | 1 – 1             | Al Ahly                  | Sân vận động Orlando, Soweto                     | 40.000  |
| 2013 Chi tiết | Al Ahly                                                                     | 2 – 0             | Orlando Pirates FC       | Sân vận động Arab Contractors, Cairo             | 20.000  |
| 2013 Chi tiết | Al Ahly thắng chung cuộc 3 – 1                                              |                   |                          |                                                  |         |
| 2014          | AS Vita Club                                                                | 2 – 2             | ES Setif                 | Stade Tata Raphaël,Kinshasa                      | 40,000  |
| 2014          | ES Setif                                                                    | 1 – 1             | AS Vita Club             | Sân vận động Mustapha Tchaker,Blida              | 35,000  |
| 2014          | ES Setif chung cuộc 3 – 3 nhưng thắng vì ghi được bàn thắng sân khách       |                   |                          |                                                  |         |
| 2015          | USM Alger                                                                   | 1 – 2             | TP Mazembe               | Sân vận động Omar Hamadi,Algiers                 | 15,000  |
| 2015          | TP Mazembe                                                                  | 2 – 0             | USM Alger                | Sân vận động Frederic Kibassa Maliba, Lubumbashi | 35,000  |
| 2015          | TP Mazembe thắng chung cuộc 4 – 1                                           |                   |                          |                                                  |         |
| 2016          | Mamelodi Sundowns FC                                                        | 3 – 0             | Zamalek SC               | Lucas Masterpieces Moripe Stadium,Pretoria       | 30,000  |
| 2016          | Zamalek SC                                                                  | 1 – 0             | Mamelodi Sundowns FC     | Sân vận động Borg El Arab, Alexandria            | 70,000  |
| 2016          | Mamelodi Sundowns FC thắng chung cuộc 3 – 1                                 |                   |                          |                                                  |         |
| 2017          | Al-Ahly SC                                                                  | 1 – 1             | Wydad AC Casablanca      | Sân vận động Borg El Arab, Alexandria            | 60,000  |
| 2017          | Wydad AC Casablanca                                                         | 1 – 0             | Al-Ahly SC               | Sân vận động Mohamed V, Casablanca               | 65,000  |
| 2017          | Wydad AC Casablanca thắng chung cuộc 2 – 1                                  |                   |                          |                                                  |         |
| 2018          | Al-Ahly SC                                                                  | 3 – 1             | ES Tunis                 | Sân vận động Borg El Arab, Alexandria            | 60,000  |
| 2018          | ES Tunis                                                                    | 3 – 0             | Al-Ahly SC               | Sân vận động Olympique de Radès, Radès           | 60,000  |
| 2018          | ES Tunis thắng chung cuộc 4 – 3                                             |                   |                          |                                                  |         |
| 2018–19       | Wydad AC Casablanca                                                         | 1–1               | ES Tunis                 | Sân vận động Hoàng tử Moulay Abdellah, Rabat     | 50,000  |
| 2018–19       | ES Tunis                                                                    | Hủy bỏ            | Wydad AC Casablanca      | Sân vận động Olympique de Radès, Radès           | 60,000  |
| 2018–19       | ES Tunis được tuyên bố là nhà vô địch sau khi trận lượt về bị hủy bỏ        |                   |                          |                                                  |         |

## Danh sách các câu lạc bộ đã giành chức vô địch và Á quân trong lịch sử giải đấu
| Câu lạc bộ               | Vô địch | Á quân | Năm vô địch                                    | Năm giành vị trí Á quân      |
| ------------------------ | ------- | ------ | ---------------------------------------------- | ---------------------------- |
| Al-Ahly SC               | 8       | 4      | 1982, 1987, 2001, 2005, 2006, 2008, 2012, 2013 | 1983, 2007, 2017, 2018       |
| Zamalek SC               | 5       | 3      | 1984, 1986, 1993, 1996, 2002                   | 1994, 2016, 2020             |
| TP Mazembe               | 5       | 2      | 1967, 1968, 2009, 2010, 2015                   | 1969, 1970                   |
| ES Tunis                 | 4       | 4      | 1994, 2011, 2018, 2019                         | 1999, 2000, 2010, 2012       |
| Hafia FC                 | 3       | 2      | 1972, 1975, 1977                               | 1976, 1978                   |
| Wydad AC Casablanca      | 3       | 2      | 1992, 2017, 2022                               | 2011, 2019                   |
| Raja CA Casablanca       | 3       | 1      | 1989, 1997, 1999                               | 2002                         |
| Canon Yaoundé            | 3       | 0      | 1971, 1978, 1980                               |                              |
| Asante Kotoko SC         | 2       | 5      | 1970, 1983                                     | 1967, 1971, 1973, 1982, 1993 |
| JS Kabylie               | 2       | 0      | 1981, 1990                                     |                              |
| Enyimba International FC | 2       | 0      | 2003, 2004                                     |                              |
| ES Setif                 | 2       | 0      | 1988, 2014                                     |                              |
| AS Vita Club             | 1       | 2      | 1973                                           | 1981, 2014                   |
| Accra Hearts of Oak SC   | 1       | 2      | 2000                                           | 1977, 1979                   |
| ÉS Sahel                 | 1       | 2      | 2007                                           | 2004, 2005                   |
| Ismaily SC               | 1       | 1      | 1969                                           | 2003                         |
| Orlando Pirates FC       | 1       | 1      | 1995                                           | 2013                         |
| ASEC Mimosas             | 1       | 1      | 1998                                           | 1995                         |
| Mamelodi Sundowns FC     | 1       | 1      | 2016                                           | 2001                         |
| Oryx Douala              | 1       | 0      | 1965                                           |                              |
| Stade Abidjan            | 1       | 0      | 1966                                           |                              |
| CARA Brazzaville         | 1       | 0      | 1974                                           |                              |
| MC Alger                 | 1       | 0      | 1976                                           |                              |
| US Douala                | 1       | 0      | 1979                                           |                              |
| FAR Rabat                | 1       | 0      | 1985                                           |                              |
| Club Africain            | 1       | 0      | 1991                                           |                              |
| AS Dragons               | 0       | 2      |                                                | 1980, 1985                   |
| Al-Hilal Club            | 0       | 2      |                                                | 1987, 1992                   |
| Shooting Stars FC        | 0       | 2      |                                                | 1984, 1996                   |
| Heartland FC             | 0       | 2      |                                                | 1988, 2009                   |
| Stade Malien             | 0       | 1      |                                                | 1965                         |
| AS Real Bamako           | 0       | 1      |                                                | 1966                         |
| Étoile Filante           | 0       | 1      |                                                | 1968                         |
| Simba FC                 | 0       | 1      |                                                | 1972                         |
| Ghazl El-Mehalla         | 0       | 1      |                                                | 1974                         |
| Enugu Rangers            | 0       | 1      |                                                | 1975                         |
| Africa Sports            | 0       | 1      |                                                | 1986                         |
| MC Oran                  | 0       | 1      |                                                | 1989                         |
| Nkana FC                 | 0       | 1      |                                                | 1990                         |
| Villa SC                 | 0       | 1      |                                                | 1991                         |
| Ashanti Gold SC          | 0       | 1      |                                                | 1997                         |
| Dynamos FC               | 0       | 1      |                                                | 1998                         |
| CS Sfaxien               | 0       | 1      |                                                | 2006                         |
| Coton Sport FC           | 0       | 1      |                                                | 2008                         |
| USM Alger                | 0       | 1      |                                                | 2015                         |
| Kaizer Chiefs            | 0       | 1      |                                                | 2021                         |